# Alta (miasto w Norwegii)
Alta – miasto w Norwegii w okręgu Finnmark. Ośrodek administracyjny gminy Alta. Powierzchnia miasta wynosi 9,71 km², populacja 15 484 osób (październik 2020).
Miasto powstało w 2000 roku z połączenia wsi Alta, Bossekop, Bukta, Elvebakken i Midtbakken.

## Transport
Przez miasto przebiega trasa europejska E6, łącząca Trelleborg w Szwecji z Kirkenes. W dzielnicy Elvebakken znajduje się międzynarodowy port lotniczy Alta. Port w Alta ma znaczenie głównie towarowe i wycieczkowe. Składa się z pięciu nabrzeży, z których najdłuższe ma 170 m długości i 10 m głębokości.